# Genocídio Isaaq

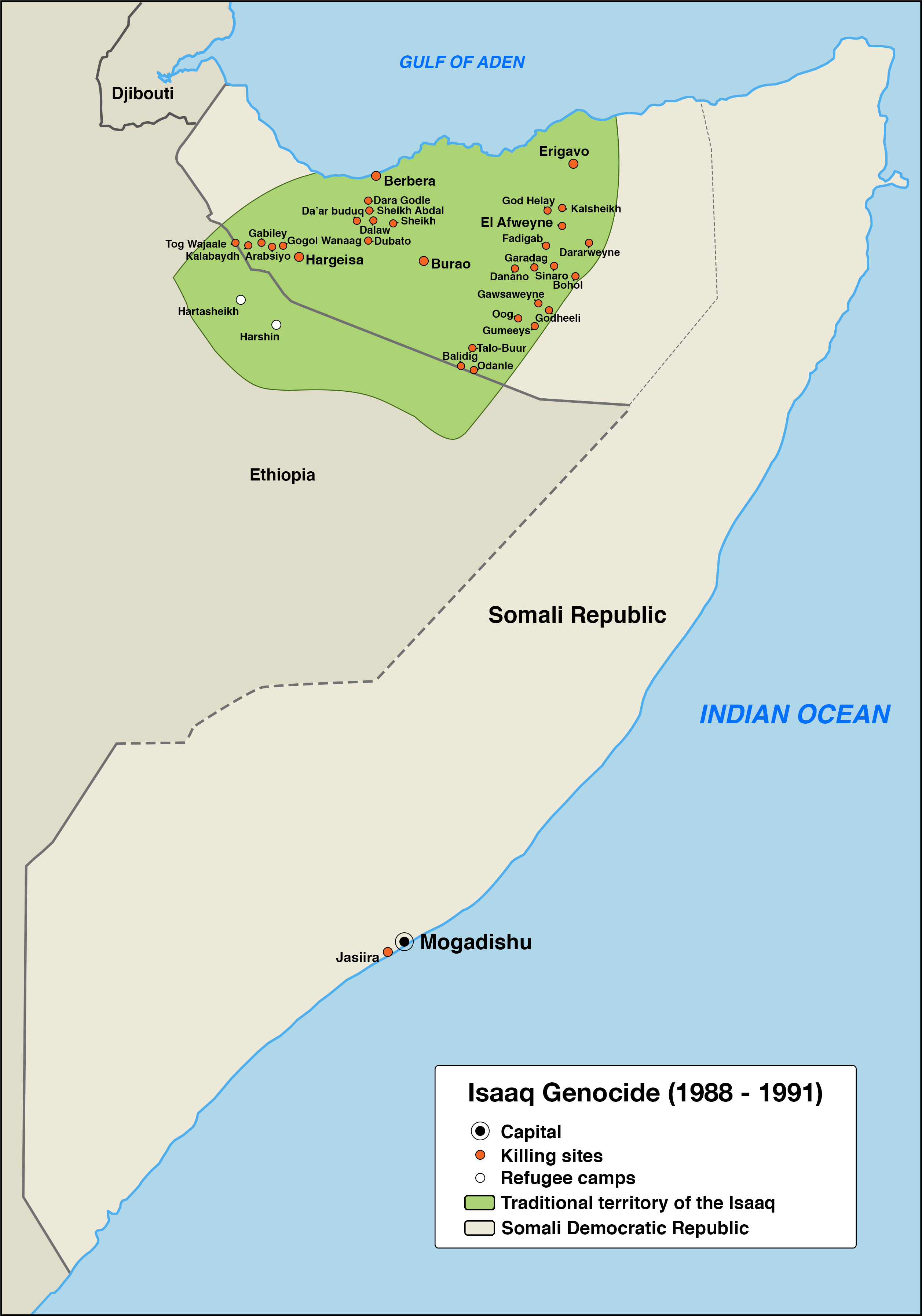
Mapa dos locais relacionados ao genocídio Isaaq

O genocídio dos Isaaq (somali:  Xasuuqii beesha Isaaq, em árabe: الإبادة الجماعية لقبيلة إسحاق), ou holocausto de Hargeisa foi o massacre sistemático e patrocinado pelo Estado de civis Isaaq entre 1987 e 1989 pela República Democrática da Somália sob a ditadura de Siad Barre. O número de mortes de civis neste massacre é estimado entre 50.000-100.000 de acordo com várias fontes, enquanto os relatórios locais estimam o total de mortes de civis em mais de 200.000 civis Isaaq. Este genocídio também incluiu o arrasamento e destruição completa da segunda e terceira maiores cidades da República da Somália, Hargeisa (que foi 90 por cento destruída)  e Burao (70 por cento destruída), respectivamente, e fez com que 500.000 somalis (principalmente do clã Isaaq)  fugissem de suas terras e cruzassem a fronteira para Hartasheikh na Etiópia como refugiados, no que foi descrito como "um dos maiores e mais rápidos movimentos forçados de pessoas registrados na África", e resultou na criação do maior campo de refugiados do mundo (1988), com outros 400.000 deslocados. A escala de destruição levou Hargeisa a ser conhecida como 'Dresden da África'.
Na zona rural, a perseguição de Isaaq incluiu a criação de uma seção mecanizada das Forças Armadas da Somália chamada Dabar Goynta Isaaka (Os Exterminadores de Isaaq) consistindo inteiramente de não-Isaaqs (principalmente do clã ogaden), esta unidade conduziu um "padrão sistemático de ataques contra aldeias civis desarmadas, pontos de abastecimento de água e áreas de pastagem do norte da Somália [Somalilândia], matando muitos de seus residentes e forçando os sobreviventes a fugir para áreas remotas em busca de segurança", o que resultou no despovoamento de aldeias inteiras e cidades sendo pilhadas. O estupro também foi usado como arma contra os Isaaqs. A Human Rights Watch afirma que esta unidade, juntamente com outros ramos das forças armadas, foram responsáveis por aterrorizar nômades Isaaq no campo. Dabar Goynta Isaaka mais tarde se transformaria em um sistema de governança onde as autoridades locais colocariam as políticas mais linha-dura em vigor contra a população Isaaq local.
O governo da Somália também plantou um milhão de minas terrestres dentro do território Isaaq.

Em 2001, as Nações Unidas encomendaram uma investigação sobre as violações anteriores dos direitos humanos na Somália, especificamente para descobrir se "crimes de jurisdição internacional (ou seja, crimes de guerra, crimes contra a humanidade ou genocídio) foram perpetrados durante a guerra civil do país". A investigação foi encomendada conjuntamente pela Unidade de Coordenação das Nações Unidas (UNCU) e pelo Escritório do Alto-comissário das Nações Unidas para os Direitos Humanos. A investigação foi concluída com um relatório confirmando o crime de genocídio cometido contra os Isaaqs na Somália. O investigador das Nações Unidas, Chris Mburu, afirmou:
Com base na totalidade das evidências coletadas na Somalilândia e em outros lugares, tanto durante quanto após sua missão, o consultor acredita firmemente que o crime de genocídio foi concebido, planejado e perpetrado pelo governo da Somália contra o povo Isaaq do norte da Somália entre 1987 e 1989.

## Plano de fundo

### Era pós-colonial
O primeiro estado somali a obter independência das potências coloniais foi a Somalilândia , um antigo protetorado britânico que conquistou a independência em 26 de junho de 1960. O resto do que veio a ser conhecido como República da Somali estava sob domínio italiano sob o título de Território Fiduciário da Somalilândia ( também conhecida como Somália Italiana ). Pouco depois de a Somalilândia ter conquistado a independência, formaria uma união precipitada com o seu vizinho do sul para criar a República da Somália. Doravante, a Somalilândia Britânica foi referida como a região norte (ou noroeste) da República da Somália, enquanto o antigo estado colonial italiano foi referido como o sul.
Na Somalilândia Britânica, os Isaaq constituíam o grupo majoritário dentro do protetorado com os grupos Dir e Harti também tendo populações consideráveis a oeste e leste de Isaaq, respectivamente.
A união dos dois estados revelou-se problemática desde o início, quando num referendo realizado em 20 de Junho de 1961 para aprovar a constituição provisória que governaria os dois ex-territórios coloniais foi rejeitada por metade da população do Estado da Somalilândia (noroeste da nascente República da Somália), as principais cidades do antigo protetorado britânico votaram contra a ratificação da constituição – Hargeisa (72%), Berbera (69%), Lasanod (67), Burao (65), (Erigavo (69%) , Borama (87%), - todos retornaram votos negativos  Isso contrastou com o sul (ex-colônia italiana), que retornou um forte apoio à constituição (e quatro vezes o número de votos esperado no sul, indicando fraude eleitoral, um exemplo disso é uma pequena vila no sul chamada Wanla Weyn que registrou um voto sim superior aos 100.000 votos contados em todo o norte),   este foi um sinal importante de descontentamento vindo do Norte apenas um ano após a formação do sindicato. Outro exemplo do descontentamento latente no norte foi uma tentativa de golpe por parte de oficiais do norte que foi frustrada em 1961. 

### Marginalização social, política e econômica
A insatisfação do Norte com a constituição e os termos da unificação foi um assunto que os sucessivos governos civis continuaram a ignorar.  Os nortistas, especialmente a maioria Isaaq e Harti, acreditavam que o estado unificado seria dividido federalmente (norte e sul) e que receberiam uma parcela justa da representação após a unificação. O sul passou a dominar todos os cargos importantes do novo estado, incluindo os cargos de Presidente, Primeiro Ministro, Ministro da Defesa, Ministro do Interior e Ministro dos Negócios Estrangeiros, todos atribuídos a políticos vindos do sul. A marginalização política que a maioria dos nortistas sentia foi ainda mais exacerbada pela privação econômica, o norte recebeu pouco menos de 7 por cento da ajuda ao desenvolvimento desembolsada nacionalmente no final da década de 1970,  já que mais de 95% de todos os projetos de desenvolvimento e bolsas de estudo foram distribuído no sul. Um exemplo é citado por Hassan Megag Samater, o ex-diretor responsável pelo Ministério da Educação na Somalilândia, ele afirma que entregou seu cargo em 1966 com a região norte tendo "várias centenas de escolas em tudo níveis, desde escolas primárias até faculdades. No último ano do regime de Barre, não havia uma única escola funcionando com força total." 

### Golpe de 1969
Em Outubro de 1969, os militares tomaram o poder através de um golpe de Estado na sequência do assassinato do Presidente Abdirashid Ali Shermarke e do debate político-parlamentar que se seguiu sobre a sucessão, que terminou num impasse. O exército proibiu os partidos políticos, suspendeu a constituição e fechou a Assembleia Nacional, o general Siad Barre foi escolhido como chefe de estado e presidiu o Conselho Revolucionário Supremo. O novo regime proibiu a dissidência política e empregou uma abordagem pesada na gestão do Estado. O Programa das Nações Unidas para o Desenvolvimento afirmou que “o regime de 21 anos de Siyad Barre teve um dos piores registos de direitos humanos em África”.  O novo regime tornou-se um estado cliente da União Soviética e no primeiro aniversário do golpe adotou oficialmente o socialismo científico como a sua ideologia central.

## Preludio

### Guerra Etio-Somali
Sucessivos governos somalis apoiaram continuamente a causa do irredentismo somali e o conceito de “Grande Somália”, um sentimento poderoso que muitos somalis carregavam, como um objectivo central do Estado. Isto teve particularmente um forte apoio do clã Isaaq, que enviou muitos voluntários, especialmente em 1976, quando se juntaram às insurgências de guerrilha do WSLF e enviaram muitos voluntários um ano antes do início da guerra. Outro factor por detrás do forte apoio dos Isaaq foi o facto de a fronteira traçada entre a Etiópia e a Somália cortar áreas de pastagem importantes para os membros da tribo Isaaq. Barre, juntamente com o Conselho Revolucionário Supremo , para consolidar o seu governo e numa tentativa de recuperar a região somali da Etiópia , lançou uma guerra contra a Etiópia em 1977, esta guerra foi referida na Somália como 'A Guerra pela Somália Ocidental'.  A União Soviética, que na época era aliada da Somália e da Etiópia, voltou-se contra Barre,  e (com seus aliados) forneceu apoio suficiente ao exército etíope para derrotar as forças somalis e forçar uma retirada da Somália região da Etiópia. 

### Deslocamento de Isaac e armamento de refugiados
Toda a Somália sentiu o impacto da derrota na Guerra de Ogaden, no entanto, a região norte (onde vivem os Isaaqs) sofreu a maior parte da destruição física e humana devido à sua proximidade geográfica com os combates.  A derrota da Somália na Guerra Etio-Somali causou um influxo de refugiados etíopes (principalmente somalis étnicos e alguns Oromo )  através da fronteira com a Somália. Em 1979, os números oficiais reportavam 1,3 milhões de refugiados na Somália, mais de metade dos quais estavam assentados em terras Isaaq, no norte.  Isso causou um grande fardo tanto para os Isaaqs locais quanto para o aparato estatal, especialmente após uma guerra custosa com a Etiópia. O estudioso de estudos somalis IM Lewis observou que "permanecia o fato evidente de que a economia do país simplesmente não possuía os recursos para absorver tantas pessoas desenraizadas." 

A presença de um número tão grande de refugiados, especialmente quando a população total da Somália na altura era de 4,1 milhões (estimativas da ONU) significava que praticamente uma em cada quatro pessoas na Somália era refugiada.  O regime de Barre explorou a presença de um número tão grande de refugiados como meio de procurar ajuda externa,  bem como um veículo para deslocar aqueles considerados hostis ao Estado, nomeadamente os Isaaqs. A Human Rights Watch observou que:
“Os nortistas [Isaaqs] foram despedidos e não lhes foi permitido trabalhar em gabinetes do governo que lidam com assuntos de refugiados, para que não descobrissem a verdade sobre as políticas do governo. Em vez disso, os refugiados registados no ACNUR receberam empregos nos gabinetes que tratam de assuntos de refugiados. ." 
À medida que o Estado se tornou cada vez mais dependente da ajuda internacional, os recursos de ajuda atribuídos aos refugiados causaram ainda mais ressentimento por parte dos residentes locais de Isaaq, especialmente porque sentiram que nenhum esforço foi feito por parte do governo para compensá-los por suportarem o fardo da guerra.  Além disso, Barre favorecia fortemente os refugiados de Ogaden, que pertenciam ao mesmo clã (Darod) que ele. Devido a estes laços, os refugiados de Ogaden gozavam de acesso preferencial a "serviços sociais, licenças comerciais e até cargos governamentais".  À medida que crescia a animosidade e o descontentamento expressos no norte, Barre armou os refugiados de Ogaden e, ao fazê-lo, criou um exército irregular operando dentro dos territórios Isaaq. A utilização pelo regime de refugiados armados contra as populações locais de Isaaq no norte também é referenciada num relatório da Africa Watch:
"Muitos refugiados Ogadeni foram recrutados para o WSLF . O WSLF estava ostensivamente sendo treinado para lutar contra a Etiópia para recuperar Ogaden [Somália Ocidental], mas, na verdade, aterrorizou a população civil Isaak [Isaaq] que vivia na região fronteiriça, que passou a temê-los mais do que o exército etíope. Assassinatos, estupros e saques tornaram-se comuns. 
Barre estava essencialmente garantindo a lealdade dos refugiados de Ogaden através de tratamento preferencial contínuo e proteção às custas do Isaaq local, que não só foi ignorado para o avanço econômico, social e político, mas também reprimido à força pelas Forças Armadas da Somália e pelas milícias de refugiados de Ogaden. .
O assentamento de refugiados de Ogaden no território Isaaq e o armamento desses grupos (que efetivamente criou um exército estrangeiro no norte  ) antagonizou ainda mais a população local de Isaaq. Os refugiados armados de Ogaden, juntamente com membros dos soldados Marehan e Reer-Darwiish (que foram provocados e encorajados pelo regime de Barre) iniciaram uma campanha de terror contra os Isaaqs locais  enquanto violavam mulheres, assassinavam civis desarmados e impediam famílias de realizando enterros adequados. Barre ignorou as queixas de Isaaq ao longo da década de 1980,  isto, juntamente com a repressão de Barre às críticas ou discussões sobre as atrocidades generalizadas no norte  teve o efeito de transformar o descontentamento de longa data de Isaaq em oposição aberta.

#### Criação da milícia refugiada Ogaden
O governo iniciou um programa de criação de grupos paramilitares entre os refugiados de Ogaden, bem como de recrutá-los para o exército nacional. Também incentivou a criação de grupos de milícias armadas entre os membros do Darod (o clã de Siad Barre).  O Exército Somali geriu o treino de ambos os grupos, e os custos incorridos, incluindo quaisquer despesas com armas e equipamentos, comunicações de rádio e combustível, vieram do orçamento do exército.
Uma das milícias formadas pelos refugiados de Ogaden foi a WSLF , criada oficialmente para combater a Etiópia e "recuperar o território étnico somali" na Etiópia  mas foi usada principalmente contra civis e nómadas locais de Isaaq.  Um relatório da Human Rights Watch Africa Watch afirma que "O WSLF estava ostensivamente sendo treinado para lutar contra a Etiópia para recuperar o Ogaden, mas, na verdade, aterrorizou a população civil Isaak que vivia na região fronteiriça, que passou a temê-los mais do que o exército etíope tornaram-se comuns. 

Quanto aos saques, os refugiados de Ogaden da Etiópia saquearam casas que foram desocupadas por civis Isaaq por ódio aos clãs. A disposição empreendedora dos Isaaqs também foi um fator dos saques em grande escala, que os Ogadenis consideraram “imerecidos”:
No norte da Somália, os clãs Isaaq enfrentaram um afluxo maciço de refugiados Ogadeni do leste da Etiópia, que Siyad incentivou a saquear propriedades, atacar pessoas e desestabilizar cidades. Instrumentos de opressão, os Ogadenis e o exército regular da Somália eram vistos como forças alienígenas enviadas para oprimir os Isaaq. A animosidade do clã cruzou-se com o ódio de classe, à medida que os membros do clã rural Ogadeni assediavam os empresários Isaaq com um ódio visceral, convencidos de que a sua riqueza e bens urbanos eram imerecidos. Os Isaaq contam histórias hilariantes, mas patéticas, sobre Ogadenis que roubaram electrodomésticos modernos de casas em Hargeisa, Borama e Burao, e depois retiraram-se com os seus “troféus” para os utilizar nas remotas pastagens desprovidas de electricidade. 
Como o WSLF, apoiado pelo regime de Barre, continuou a atacar e a cometer atrocidades contra o Isaaq, uma delegação foi enviada para se encontrar com o Presidente Barre em 1979 para solicitar o fim dos abusos do WSLF. Apesar das promessas feitas aos anciãos de Isaaq, a violência contra civis e nómadas por parte da WSLF continuou. 
O abuso contínuo do WSLF e a indiferença do governo ao sofrimento dos civis e nômades Isaaq levaram muitos oficiais do exército Isaaq a abandonar o exército com o objetivo de criar seu próprio movimento armado para combater a Etiópia, um movimento que também intimidaria o WSLF e desencorajaria mais violência. contra civis Isaaq.  Seu novo movimento, apoiado e financiado por Isaaqs,  foi nomeado Afraad (a quarta unidade) e tornou-se operacional em 1979.  O movimento Isaaq de Afraad imediatamente entrou em conflito com a facção do clã Ogaden. do WSLF na forma de uma série de encontros sangrentos entre os dois grupos. O objectivo de Afraad era expulsar o WSLF dos seus redutos (território Isaaq), enquanto o WSLF respondeu retaliando ainda mais contra os civis Isaaq que viviam na região fronteiriça. 
A situação foi ainda agravada pela nomeação de Mohamed Hashi Gani, primo do presidente Siad Barre e colega Marehan Darod, como comandante militar das regiões do norte com quartel-general em Hargeisa em 1980.  O governo de Gani foi especialmente duro contra Isaaq, ele os removeu de todas as posições econômicas importantes, confiscou suas propriedades e colocou as regiões do norte sob leis de emergência. Ele também ordenou a transferência de Afraad para longe da região fronteiriça, dando ao WSLF o controle total da região fronteiriça, deixando assim os nômades Isaaq na área sem qualquer proteção contra a violência do WSLF.
Uma equipa de inspecção das Nações Unidas que visitou a área em 1988 relatou que os refugiados etíopes (Ogaden) transportavam armas fornecidas pelo Exército Somali. A equipa da ONU informou que, com o incentivo do Exército Somali, os refugiados Ogadeni levaram a cabo extensas pilhagens em várias cidades do norte. 

### A Revolta de Isaac
No início de 1978, o regime de Barre tinha o controlo total do aparelho econômico do Estado somali, incluindo grandes quantidades de ajuda externa que foram distribuídas "utilizando a redistribuição selectiva para garantir a lealdade ao regime".  As políticas opressivas do regime de Barre contra o Isaaq continuaram quando, em 1981, o regime de Barre declarou guerra econômica contra os somalis do noroeste e especificamente contra o Isaaq.  Esta foi uma das principais causas da eventual queda do regime de Barre em 1991. Isso levou um grupo de empresários, estudantes, ex-funcionários públicos e ex-políticos Isaaq que viviam no Reino Unido  a fundar o Movimento Nacional Somali (SNM) em Londres em abril de 1981. Inicialmente, o objetivo dos vários grupos que se fundiram para criar o SNM não era criar uma frente armada de libertação, mas sim estes grupos formados como uma resposta direta às duras políticas promulgadas por o regime de Barre contra os Isaaqs.  No entanto, a posição oficial mudou após a reunião do recém-formado Congresso SNM em Outubro de 1981 para uma posição de libertação "com o objectivo expresso de livrar a Somália de Barre e instituir um governo democrático na Somália que fosse inclusivo e baseado em o sistema de clãs".  Ideologicamente, o SNM era um movimento de tendência ocidental e foi descrito como "um dos movimentos mais democráticos no Chifre da África". 

Um depoimento da Human Rights Watch perante o Subcomité de África do Congresso dos Estados Unidos , em 14 de Julho de 1988, afirmou que as acções do governo Barre "criaram um nível de violência sem precedentes em âmbito e duração na Somália".  O depoimento de Aryeh Neier (cofundador da HRW ) explica o contexto em que o SNM foi formado:
Desde 1981, com a formação do SNM, o norte da Somália tem sido palco das piores atrocidades. Graves violações dos direitos humanos, incluindo execuções extrajudiciais de civis desarmados, detenções sem julgamento, julgamentos injustos, tortura, violação, pilhagem e extorsão, têm sido uma característica proeminente da vida nas cidades e zonas rurais da região norte desde 1981. para privar o SNM de uma base civil de apoio na sua área de operação, aqueles que vivem em áreas rurais entre Hargeisa e a fronteira com a Etiópia sofreram um tratamento particularmente brutal. Uma política de terra arrasada que envolveu o incêndio de explorações agrícolas, a matança de gado, a destruição de tanques de armazenamento de água e o envenenamento deliberado de poços, tem sido seguida activamente pelos militares. As principais cidades estão sujeitas a toque de recolher há vários anos; restrições arbitrárias à extensão do toque de recolher facilitaram a extorsão por parte dos soldados e das patrulhas do toque de recolher. As viagens internas são controladas através de postos de controlo militares.... A existência do SNM forneceu um pretexto para o Presidente Barre e os seus deputados militares no norte travarem uma guerra contra cidadãos pacíficos e permitir-lhes consolidar o seu controlo do país, aterrorizando qualquer pessoa suspeita de não ser totalmente pró-governo. Anos de violência estatal sustentada criaram um grave nível de agitação política na região.

A atmosfera de ilegalidade permitiu que os soldados assediassem civis para fins de extorsão. Muitos somalis relataram que os militares e os agentes de segurança apenas respondem às perguntas dos familiares dos detidos com promessas de garantir a sua libertação em troca de pagamentos em dinheiro. Os civis que vivem em Burao e Hargeisa têm sido frequentemente proibidos de realizar funerais de familiares mortos a tiro pelos militares e por patrulhas de recolher obrigatório até que paguem um resgate. A violação, de mulheres jovens e mais velhas, é rotina. Elas só serão libertadas dos centros de detenção, mesmo depois de terem sido estupradas, se a família pagar um resgate. Nenhum soldado ou membro das forças de segurança foi alguma vez disciplinado ou processado por abusos, o que realça a falta geral de responsabilização. 
Em 1982, o SNM transferiu a sua sede para Dire Dawa , na Etiópia,  visto que tanto a Somália como a Etiópia na altura ofereciam refúgios seguros de operação para grupos de resistência uns contra os outros. A partir daí, o SNM lançou com sucesso uma guerra de guerrilha contra o regime de Barre através de incursões e operações de ataque e fuga em posições do exército dentro dos territórios Isaaq antes de regressar à Etiópia.  O SNM continuou este padrão de ataques a partir de 1982 e ao longo da década de 1980, numa altura em que os somalis de Ogaden (alguns dos quais eram refugiados recrutados) constituíam a maior parte das forças armadas de Barre, acusadas de cometer atos de genocídio contra o povo Isaaq de o norte.  Ficou claro então que o regime de Barre rotulou toda a população de Isaaq como inimiga do Estado.  A fim de enfraquecer o apoio ao SNM dentro dos Isaaqs, o governo promulgou uma política de uso sistemático de violência em grande escala contra a população local de Isaaq. Um relatório da Africa Watch afirmou que a política era "o resultado de uma concepção específica de como a guerra contra os insurgentes deveria ser travada", com a lógica sendo "punir os civis pelo seu suposto apoio aos ataques do SNM e desencorajá-los de mais assistência". 
Além da violência patrocinada pelo Estado, outros meios de esmagar a revolta de Isaaq incluíram a continuação da política de repressão política do governo e medidas econômicas duras, incluindo a retenção de doações internacionais de ajuda alimentar ao Isaaq.  Isto foi especialmente duro porque a ajuda alimentar representou quase metade de todo o consumo de alimentos na Somália na década de 1980. 

### Planejamento e preparação

#### Carta de Morte
Em janeiro de 1986, o genro e vice-rei de Barre no norte, general Mohammed Said Hersi Morgan , que era guarda-costas de Barre antes de se casar com sua filha  teria dito aos nômades de Isaaq em um poço "se vocês, Isaaqs, resistirem, destruiremos seu cidades, e você herdará apenas cinzas". 
O General Morgan (mais tarde conhecido como o Açougueiro de Hargeisa)  também foi responsável pela carta política escrita a seu sogro durante seu tempo como governador militar do norte,  esta carta veio a ser conhecida como 'A Carta da Morte',  na qual ele "propôs as bases para uma política de terra arrasada para se livrar dos 'germes anti-somali'". 
A carta política (também conhecida como Relatório Morgan)  era oficialmente um relatório ultrassecreto ao presidente sobre "medidas implementadas e recomendadas" para uma "solução final" para o "problema Isaaq" da Somália.  Morgan escreve que o povo Isaaq deve ser "submetido a uma campanha de destruição" para evitar que o Isaaq "levante a cabeça novamente". Ele continuou: “Hoje, possuímos o remédio certo para o vírus no [corpo do] Estado Somali”. Alguns dos "remédios" que ele discutiu incluíam: "Equilibrar os ricos para eliminar a concentração de riqueza [nas mãos de Isaaq]."  Além disso, ele apelou à "reconstrução do Conselho Local [nos assentamentos Isaaq] de forma a equilibrar os seus atuais membros, que são exclusivamente de um povo específico [o Isaaq]; bem como a diluição do população escolar com uma infusão de crianças [de Ogaden] dos campos de refugiados nas proximidades de Hargeisa". 
Recomendações mais extremas incluíam: “Tornar inabitável o território entre o exército e o inimigo, o que pode ser feito destruindo os tanques de água e as aldeias espalhadas pelo território por eles utilizado para infiltração”; e “retirar do quadro de membros das forças armadas e da função pública todos aqueles que estão sujeitos a suspeitas de ajudar o inimigo – especialmente aqueles que ocupam cargos sensíveis”. 

Ao discutir o tom invulgarmente franco do relatório, Hassan Abdi Madar afirma:
"O relatório é dirigido ao Presidente da SDR, ao Ministro da Defesa e ao Ministro do Interior. Este último, o Major-General Ahmed Suleiman Abdalla, é também genro do Presidente e Terceiro Vice-Primeiro Ministro. Desde então O Presidente Barre é também o Ministro da Defesa - o anterior titular dessa pasta, o General Mohammad Ali Samatar, tendo sido promovido a Primeiro-Ministro em 30 de Janeiro de 1987 - o relatório parece limitar-se aos familiares. especificando certos clãs como alvos para ações punitivas implementadas e recomendadas."  
Outros objetivos da política incluíam armar outros clãs na região  e incentivá-los a lutar contra o dominante Isaaq:
"Como se tornou evidente que os Isaaq estavam, por ato e intenção, com o SNM; e como não pudemos vê-los desistindo da linha que eles têm seguido tão enganosamente por algum tempo; e para evitá-los; nós organizamos os outros habitantes do Norte realizaram reuniões contínuas e uma campanha de mobilização destinada a incitá-los à acção e a aumentar o seu nível de sensibilização. O objectivo era fortalecer a sua unidade e cercar a unidade somali com um muro defensivo. Entre esses habitantes estão: os Awdal. povo, os vários sectores dos Somalis Ocidentais [incluindo os refugiados de Ogaden], o povo Las Qorey e o povo Daami, etc. os Isaaq se atacarem energicamente as suas tarefas, a sua unidade também irá, sem dúvida, humilhar aqueles que arrogantemente afirmam que são donos do Norte quando a realidade é outra." 

### Execuções extrajudiciais
O sistema de assassinatos indiscriminados utilizado pelo governo após as ofensivas do SNM teve um efeito galvanizador na oposição ao governo, tanto entre os nómadas Isaaq como entre os habitantes das cidades.  Os militares operavam sob o pressuposto de que se o SNM estivesse activo numa determinada área, os residentes locais deveriam ser apoiantes dos rebeldes. De acordo com a Africa Watch da Human Rights Watch , centenas de Isaaqs foram executados e sujeitos a outras represálias com base em tais suspeitas.
Estas matanças começaram depois de o SNM ter intensificado as suas incursões nas cidades maioritárias Isaaq, no norte.  Em cada encontro entre o SNM e as forças governamentais, "o exército conduzia uma varredura na área onde ocorreu o incidente. Seguiram-se massacres, assim como a matança de gado, o uso de minas terrestres para explodir reservatórios, a queima de cabanas, prisões e detenções Toda a população da área era considerada 'o inimigo'."
1. A seguir está uma seleção dos numerosos episódios de execuções extrajudiciais de civis Isaaq coletados pela Africa Watch da Human Rights Watch :

| Não. | Localização                                                        | Número de vítimas | Data                   | Detalhes |
| ---- | ------------------------------------------------------------------ | ----------------- | ---------------------- | --- |
| 1    | Gogol Wanaag (perto de Arabisyo)                                   | 6                 | 15 de outubro de 1984  | A esposa de um agricultor foi presa em Gogol Wanaag, acusada de abrigar um combatente do SNM. Além de prenderem vários outros, seis homens Isaaq foram executados no local, incluindo dois irmãos idosos, os seus dois filhos e o genro de um dos idosos que estava de visita do estrangeiro. Suas cabanas foram queimadas e seus animais mortos. Todos foram acusados de ajudar a esposa do agricultor a abrigar o combatente do SNM. O sexto homem foi acusado de ser membro do SNM e de acompanhar o combatente do SNM que escapou. Os aldeões não foram autorizados a enterrar os mortos durante cinco dias. |
| 2    | Boqol Jirreh (uma seção de Hargeisa vizinha a um complexo militar) | 26                | 17 de novembro de 1984 | Um tribunal militar móvel condenou 26 Isaaqs à morte. O grupo foi dividido em 9 civis e 17 combatentes do SNM, e muitas das vítimas eram nômades. Seus bens e bens também foram apreendidos. Um grupo de anciãos de Hargeisa também foi detido para testemunhar os “processos” do tribunal, para que pudessem “falar com bom senso” aos residentes de Hargeisa. |
| 3    | Burao                                                              | 43                | Dezembro de 1984       | Muitas das 43 vítimas estavam detidas na prisão central da cidade há algum tempo sob diferentes acusações. Em Dezembro, quando a presença do SNM nas montanhas em redor de Sheikh se tornou conhecida do governo, todas as acusações contra os 43 homens Isaaq foram retiradas e todos foram acusados de associação com o SNM. Foram “julgados” perante um Tribunal Militar Móvel e executados na mesma tarde. Originalmente, 45 homens Isaaq deveriam ser executados; no último minuto, dois homens ricos foram poupados devido ao tamanho dos empréstimos que deviam aos bancos.                               |
| 4    | Gabiley e Tog Wajale                                               | 25                | 14 de março de 1988    | Um Tribunal Militar Móvel condenou 25 homens Isaaq à morte; eles foram executados no mesmo dia. Eles foram baleados em represália quando uma grande ofensiva militar contra o SNM nas proximidades falhou; algumas das vítimas eram homens muito idosos. |